# Кьониген Вилхемина дер Нидерланден (бронепалубен крайцер, 1892)
Кьониген Вилхемина дер Нидерланден (на нидерландски: HNLMS Koningin Wilhelmina der Nederlanden) е бронепалубен крайцер на Кралския флот на Нидерландия. Името на кораба е в чест на Вилхелмина Нидерландска – Кралица на Нидерландия.

## История на службата
Корабът е завършен от корабостроителницата Rijkswerf в Амстердам, след фалита на първоначалния строител Koninklijke Fabriek van Stoom – en andere Werktuigen. На церемонията по кръщаването е кръстен от Кралицата, чието име носи.
След спускането на вода, по време на изпитанията от 14 юли до 2 август в Северно море и Атлантическия океан, засяда на плитчина до остров Харсенс, напускайки пристанището на Ден Хелдер, поради повреда на парната машина.
Преди заминаването на кораба към Холандска Източна Индия, Кралицата, заедно с кралицата майка, посещават крайцера на 12 септември 1894 г.
На 10 декември 1896 г. започва плаване за демонстриране на флага от Батавия до Китай, Корея, Япония и Филипините.
През 1900 г. заедно с кораба на бреговата отбрана HNLMS Piet Hein и бронепалубния крайцер „Холанд“ е в Шанхай, където защитава европейските граждани и интересите на Холандия по време на Боксерското въстание. Десантен отряд на крайцера „Холанд“ помага за защитата на Френската търговска мисия в Шанхай, където има много нидерландски граждани..
Последното плаване на кораба започва на 29 декември 1909 г. от Сабанг Индонезия към Имюйден, където пристига на 14 февруари 1910 г. По-късно, на 5 март, крайцерът е изваден от списъците на флота, а е продаден за скрап на 14 октомври същата година.

## Коментари
1. ↑  Префиксът „HNLMS“ е от на английски: His/Her Netherlands Majesty's Ship (Кораб на Негово/Нейно Величество), който е международен. ВМС на Нидерландия използват за своите кораби префиксите „Zr.Ms.“ (на нидерландски: Zijner Majesteits или His Majesty's), когато управлява крал, и „Hr.Ms.“ (на нидерландски: Harer Majesteits или Her Majesty's), когато управлява кралица. Смяната на префикса става автоматично при короноването на нов владетел.